# Doux (champagne)
Doux is een aanduiding voor een zoete wijn of cider. Wijn of cider met deze aanduiding bevat meer suikers dan een wijn of cider met de aanduiding demi-sec (halfdroog) of sec (droog).
Champagne wordt na de dégorgement gezoet met suiker of rietsuiker die in de liqueur d'expédition is opgelost. Die "dosage" wordt uitgedrukt in grammen suiker per liter. Doux duidt op een dosage van meer dan 50 gram per liter.